# 桜木町 (桐生市)
桜木町（さくらぎちょう）は、群馬県桐生市の町名。郵便番号は376-0012。

## 地理
桐生市の南部、渡良瀬川の右岸（南岸）に位置する。稲荷町・錦町・織姫町・美原町・清瀬町とともに桐生市第三区に属していたが、現在は、第十二区（一部 第十八区）に属している。東南部は広沢町に、西部は相生町に、北部は渡良瀬川を挟んで織姫町・錦町にそれぞれ接する。
市内中心部から東武鉄道の新桐生駅に至る群馬県道68号桐生伊勢崎線が通じており、渡良瀬川に架かる錦桜橋によって錦町と結ばれる。

## 歴史
かつての新宿村の一部にあたる。1889年（明治22年）の町村制施行により、桐生新町、新宿村、安楽土村、下久方村、上久方村平井が合併して桐生町が発足、新宿村は桐生町の大字の一つとなる。1921年（大正10年）の市制施行を経て、1929年（昭和4年）に大字が廃止され現在の町名である「桜木町」となった。
1949年（昭和24年）のキティ台風によって堤防が決壊し、家屋約50戸の土地が削られたため、1950年（昭和25年）から1952年（昭和27年）にかけて河川の拡幅と錦桜橋の延伸工事が行われ、町内の半分が河川敷となった。

## 世帯数と人口
2022年（令和4年）1月31日現在の世帯数と人口は以下の通りである。
| 町丁   | 世帯数 | 人口 |
| ------ | ------ | ---- |
| 桜木町 | 34世帯 | 73人 |

## 小・中学校の学区
市立小・中学校に通う場合、学区は以下の通りとなる。
| 番地 | 小学校             | 中学校             |
| ---- | ------------------ | ------------------ |
| 全域 | 桐生市立桜木小学校 | 桐生市立桜木中学校 |

## 交通

### 鉄道
町内に鉄道駅はない。

### 道路
- 群馬県道68号桐生伊勢崎線

## 施設
- 錦桜橋

## 避難所
町内に桐生市から指定された指定緊急避難場所、指定避難所はない。